# Sirod

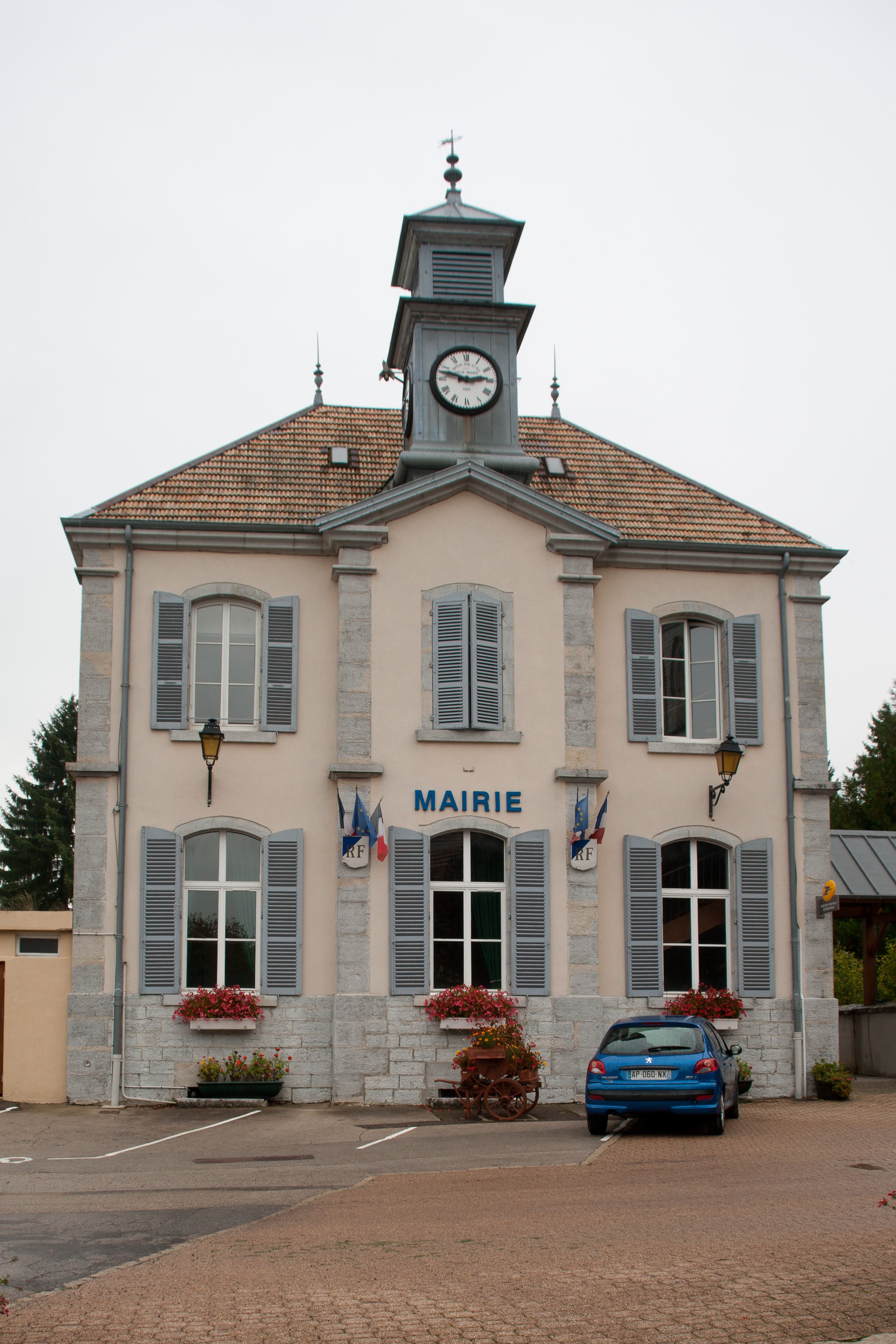
Gemeentehuis

Sirod is een gemeente in het Franse departement Jura (regio Bourgogne-Franche-Comté) en telt 528 inwoners (1999). De plaats maakt deel uit van het arrondissement Lons-le-Saunier.

## Geografie

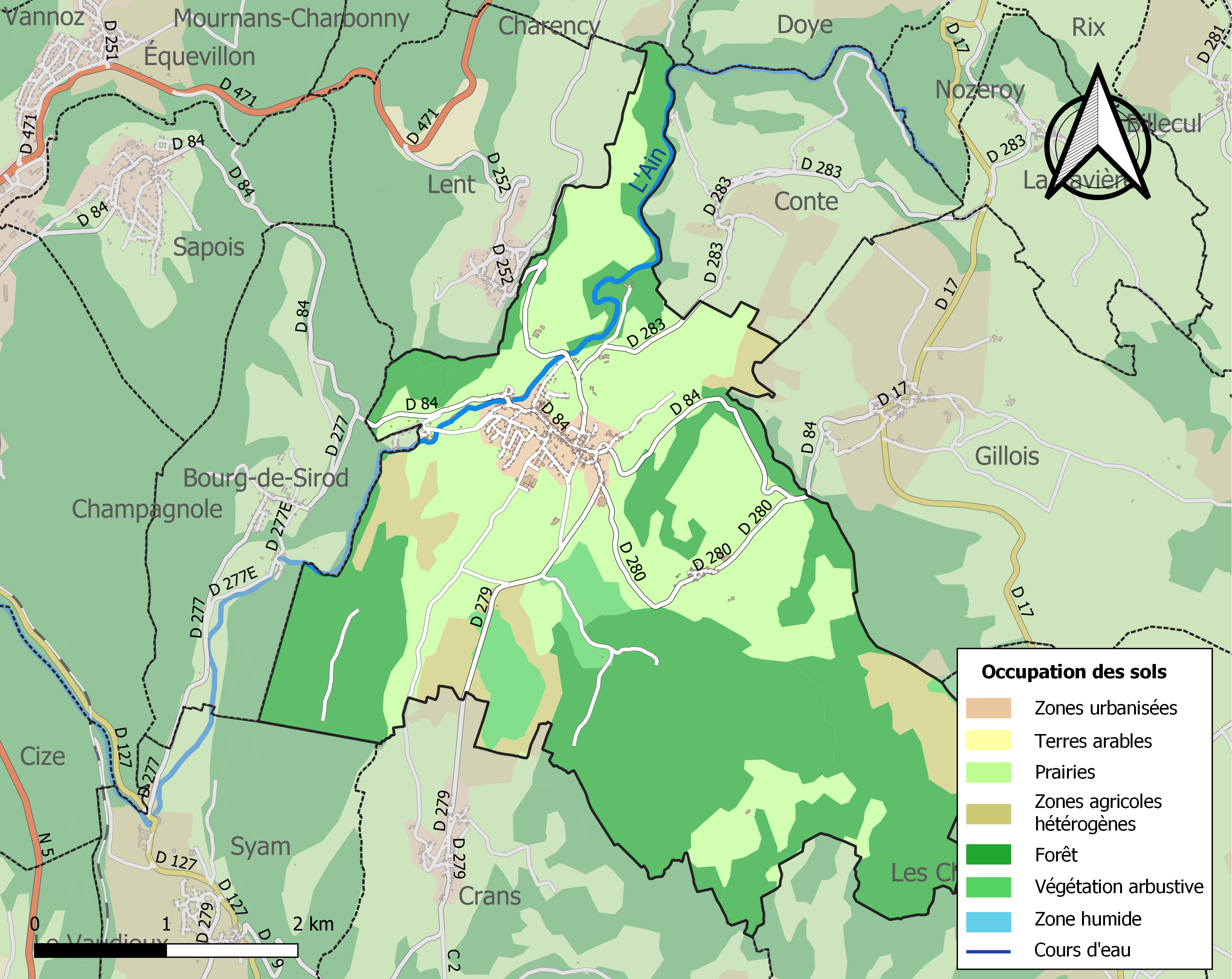
Kaart van de gemeente met de belangrijkste infrastructuur, bodemgebruik en omliggende gemeenten

De oppervlakte van Sirod bedraagt 16,3 km², de bevolkingsdichtheid is 32,4 inwoners per km².

## Demografie
Onderstaande figuur toont het verloop van het inwonertal (bron: INSEE-tellingen).

## Monumenten
In Sirod bevindt zich een middeleeuws kasteel, ook kasteel van Montrichard genoemd, in de zestiende eeuw herbouwd in Renaissance-stijl en momenteel bewoond door de familie Florentin.